# Avanti, Avanti!
Avanti, Avanti! (Originaltitel: Avanti!) ist eine romantische Komödie von Billy Wilder aus dem Jahr 1972, die er als US-amerikanisch-italienische Koproduktion in Italien filmte. Als Vorlage diente das gleichnamige Theaterstück von Samuel A. Taylor, das vier Jahre zuvor am Broadway gelaufen war.

## Handlung
Wendell Armbruster, ein spießiger US-amerikanischer Industrieller und Familienvater, reist am Wochenende auf die italienische Insel Ischia, weil sein Vater dort bei einem Autounfall tödlich verunglückt ist. Er muss die sterblichen Überreste umgehend in die Heimat überführen, denn das pompöse Begräbnis des Multimillionärs mit vielen bedeutenden Trauergästen soll schon kommenden Dienstag stattfinden.
Unterwegs begegnet Wendell wiederholt der englischen Verkäuferin Pamela Piggott, die das gleiche Reiseziel hat wie er. Die beiden steigen auf Ischia im selben Hotel ab, und bald erfährt Wendell, dass Pamelas Mutter im selben Auto wie sein Vater ums Leben kam. Entsetzt muss er feststellen, dass sein Vater und Pamelas Mutter ein Verhältnis hatten und seit zehn Jahren während der Sommerferien das Hotelzimmer teilten. Der ungeduldige und arrogante Wendell behandelt Pamela zunächst rüde – er nennt sie, die wegen ihres leichten Übergewichtes verunsichert ist, gar Fettarsch.
Vor Ort ist eine Fülle von Formalitäten zu erledigen. Wendell wird dabei mit den Tücken der italienischen Bürokratie und einer ihm völlig fremden Lebensart konfrontiert. Trotz der tatkräftigen Unterstützung des Hoteldirektors Carlucci tauchen immer neue Hindernisse auf. Die Winzerfamilie Trotta, in deren Weinberg das verunglückte Auto gestürzt war, fordert einen Ausgleich für die verursachten Schäden. Weil Wendell sich weigert, den geforderten Preis zu bezahlen, entwenden die Trottas die Leichen, um ihrer Forderung Nachdruck zu verleihen.
Wendell denkt hingegen zunächst fälschlicherweise, Pamela habe die Leichen gestohlen, damit sie die beiden Liebenden Seite an Seite begraben kann, und will ihr bei einem gemeinsamen Abendessen das Versteck der Leichen entlocken. Im Laufe des Abends erliegt er aber selbst zunehmend dem Charme der mediterranen Lebensart und von Pamela. Später bringen die Trottas die Toten wieder in die Leichenhalle zurück, als Wendell ihnen den Ausgleich gestattet.
Wie zuvor die Verstorbenen genießen jetzt auch Wendell und Pamela die Zweisamkeit unter der südlichen Sonne. Beim Nacktbaden werden sie von dem Hotelangestellten Bruno fotografiert. Bruno, ein ehemaliger amerikanischer Mafioso, der aus den USA ausgewiesen wurde, will Wendell mit den Bildern erpressen, damit dieser ihm die Rückkehr in die USA ermöglicht. Das Problem erledigt sich allerdings von selbst: Bruno wird von seiner schwangeren Verlobten, einem im Hotel arbeitenden sizilianischen Zimmermädchen, in Pamelas Zimmer erschossen, da er sie sitzenlassen wollte.
Weil nach dem Mord eine polizeiliche Untersuchung in ihrem Zimmer stattfindet, wird Pamela ohne ihr Wissen auf Carluccis Veranlassung in Wendells Suite einquartiert. Sie missversteht diese Unterbringung als Ausdruck von Wendells Sympathie für sie und gesteht ihm, während sie ihre Kleidungsstücke bei ihm einräumt, offen ihre Zuneigung. Der überraschte Wendell klärt den Sachverhalt nüchtern auf, worauf Pamela mit großer Enttäuschung reagiert. Schließlich kommen sich die beiden in Wendells Bad doch näher. Wendell bittet mit der Frage „Permesso?“ um die Erlaubnis, sie küssen zu dürfen, die ihm Pamela schließlich mit der Antwort „Avanti!“ erteilt. Sie verbringen den Nachmittag zusammen im Bett.
Wendell hat sich schon darauf eingestellt, dass die Beerdigung verschoben wird und er weitere angenehme Tage auf Ischia verbringen kann, da reist auf Betreiben seiner Frau der einflussreiche, mit den Armbrusters befreundete amerikanische Diplomat J. J. Blodgett aus Paris an. Blodgett will Wendells Vater posthum den Diplomatenstatus verleihen und so alle bürokratischen Hemmnisse umgehen. Die gemeinsame Abreise soll gleich am Nachmittag stattfinden.
Pamela und Wendell nehmen Carluccis Angebot an, die beiden Toten in dessen Familiengrab auf Ischia zu bestatten. Die Leichen von Wendells Vater und Bruno werden vertauscht, bevor der Sarg versiegelt wird. So wird Bruno von dem ahnungslosen Blodgett zum US-Diplomaten ernannt und in den bereitstehenden Helikopter verladen, um in Amerika feierlich beerdigt zu werden. Dadurch geht Brunos Herzenswunsch – Rückkehr in die USA – in Erfüllung. Vor Wendells Abreise verspricht Carlucci, ihm und Pamela jedes Jahr – wie zuvor Wendells Vater und Pamelas Mutter – dieselbe Suite im Hotel zu reservieren.

## Produktionshintergrund
Als Vorlage für den Film diente die Bühnenkomödie Avanti! des Autors Samuel A. Taylor, mit dem Billy Wilder bei dem Film Sabrina (1954) bereits erfolgreich zusammengearbeitet hatte. Dennoch war das Stück keine naheliegende Wahl, denn es war nach seiner Broadway-Premiere am 31. Januar 1968 nach nur 21 Vorstellungen eingestellt worden. Wilder erhielt die Filmrechte bereits kurz danach, kümmerte sich allerdings zunächst um andere Projekte. Wilder, der seine Drehbücher üblicherweise immer mit einem Schreibpartner verfasste, versuchte bei Avanti! zunächst mit Julius J. Epstein, dann mit Norman Krasna zusammenzuarbeiten. Beide Zusammenarbeiten fruchteten allerdings nicht, sodass Wilders langjähriger Schreibpartner I. A. L. Diamond erneut mit ihm arbeitete.

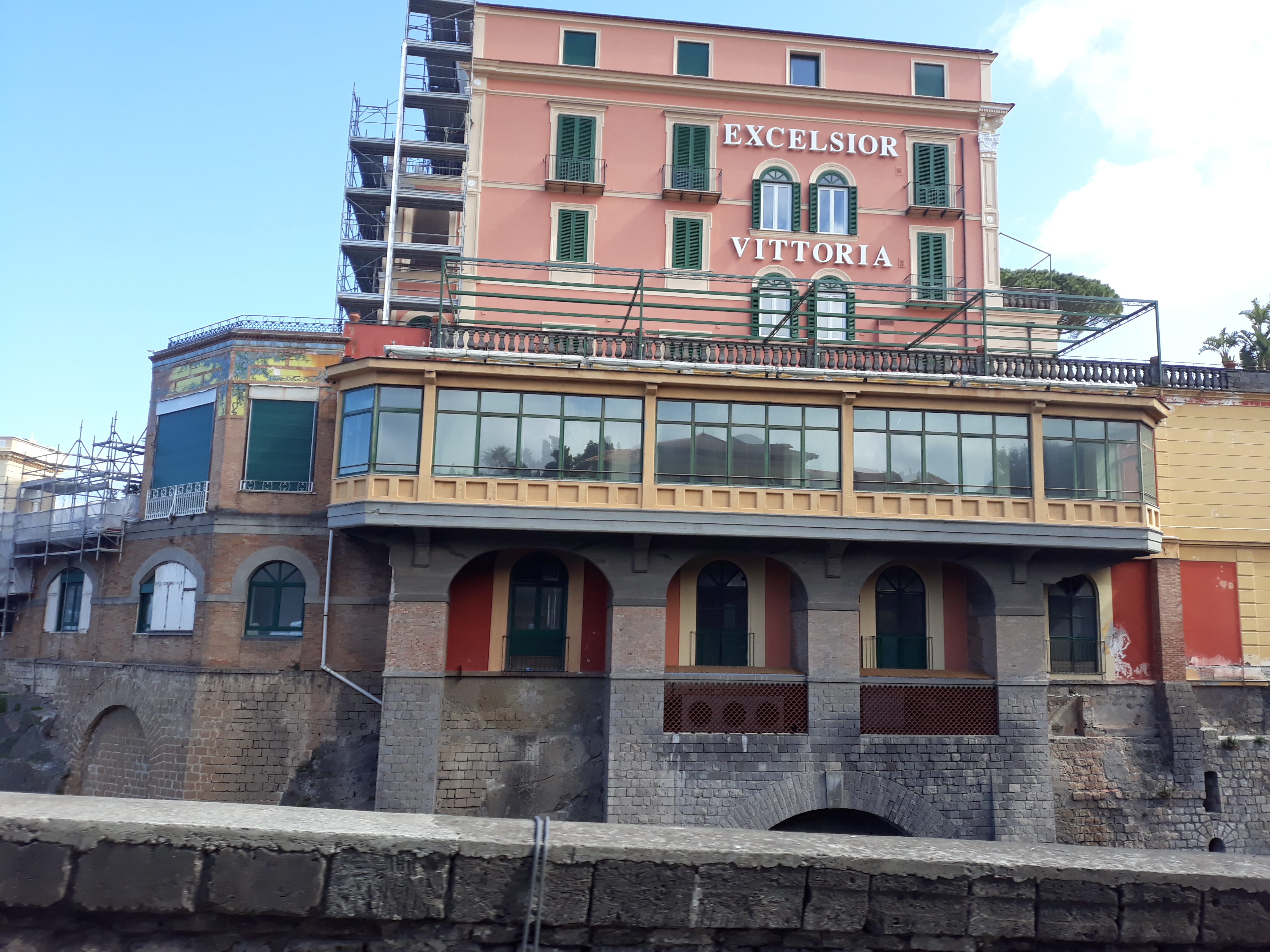
Das Excelsior Vittoria im Jahr 2019

Avanti! wurde zwischen April und Juli 1972 vor Ort an der italienischen Amalfiküste, auf der Insel Ischia (Kirche „Santa Maria del Soccorso“ in Forio) und in der Stadt Sorrent gedreht. Bei dem Hotel im Film handelt es sich um das Grand Hotel Excelsior Vittoria, das bis heute in Sorrent betrieben wird. Weitere Innenaufnahmen entstanden in den Studios von Rizzoli Film in Rom.
Der Streifen wurde bis auf Wilders siebenmaligen Hauptdarsteller Jack Lemmon mit weitgehend unbekannten Schauspielern besetzt. Die Britin Juliet Mills bezeichnete den Film später als Höhepunkt ihrer Karriere. Für die Rolle verlangte Wilder von ihr, rund 10 Kilogramm zuzunehmen, was schwieriger als gedacht war. Auch deshalb ließ Wilder sie am Filmset großzügig mit Lebensmitteln verpflegen. Der Filmemacher hatte ihr die Rolle quasi auf den Leib geschrieben, da ihm ihre komödiantischen Darbietungen (etwa in der Fernsehserie Nanny and the Professor) gefielen. Bei dem Niederschreiben der Rolle des Hotelmanagers hatte Wilder mit Marcello Mastroianni ebenfalls einen konkreten Schauspieler im Kopf, doch dieser lehnte ab. Anschließend wurden mit Nino Manfredi und Romolo Valli weitere italienische Schauspieler als Hotelmanager getestet, doch ihre Akzente fielen nach Wilders Ansicht für das englischsprachige Publikum zu schwer aus. Schließlich erinnerte sich Wilder an den Neuseeländer Clive Revill, der viele Akzente überzeugend nachahmen konnte und bereits in seinem vorherigen Film Das Privatleben des Sherlock Holmes einen Russen gespielt hatte.
Den amerikanischen Diplomaten Blodgett sollte eigentlich Walter Matthau in einer cameoartigen Nebenrolle darstellen. Allerdings zerstritten er und Wilder, die nebeneinander in Malibu wohnten, sich während dieser Zeit für rund ein Jahr und so übernahm Edward Andrews den Part. Der Rest der Besetzung bestand hauptsächlich aus italienischen Charakterdarstellern. Der US-Serienstar Ty Hardin hat einen im Abspann ungenannten Kurzauftritt als Blodgetts Helikopter-Pilot. Wilder machte sich außerdem einen Spaß daraus, mehrere Mitglieder der Crew in kleinen Rollen zu besetzen: So handelte es sich bei dem Flugzeugpassagier Dr. Fleischmann um Harry Ray, der seit den 1950er Jahren häufiger Maskenbildner bei Wilders Filmen war, und seinen Chauffeur besetzte Wilder als Baron von Schmetternitz.
Als ein musikalisches Leitmotiv zieht sich die Ballade Senza fine durch den Film, die vom italienischen Liedermacher Gino Paoli komponiert wurde und in den 1960er Jahren ein Riesenhit war. Unter Verwendung weiterer populärer italienischer Lieder entstand so ein musikalisches Arrangement, für das der italienische Filmkomponist Carlo Rustichelli verantwortlich zeichnete. In der Restaurantszene hat der bekannte italienische Sänger Sergio Bruni einen Gastauftritt als Sänger.

## Themen und Gestaltung
Die Konfrontation der Werte Amerikas und Europas hat Billy Wilder immer wieder beschäftigt. Deshalb wählte er oft europäische Schauplätze für seine Filme, zum Beispiel bei Eine auswärtige Affäre, Ariane – Liebe am Nachmittag, Eins, Zwei, Drei und Fedora. Vielleicht die schärfsten Konturen des Aufeinanderprallens der verschiedenen Lebensarten besitzt seine Komödie Avanti, Avanti!.
Den Rahmen bildet eine süditalienische Inselidylle Anfang der 1970er Jahre, wo Pferdekutschen neben Motorrollern fahren und wo die Kirchenglocken neben Nonnen läuten, die ins Kino gehen, um sich den Film Love Story anzusehen. Die Zutaten sind dann Erpressung, Mord, ein paar Nacktszenen und einige politisch-gesellschaftliche Anspielungen – so haben laut Armbruster der Politiker Henry Kissinger und der Prediger Billy Graham ihre Teilnahme am Begräbnis zugesagt. Am Ende erscheint deus ex machina ein unter dem Motto irgendwann erzähl ich Dir, wie wir Batista aus Kuba herausbekommen haben zupackender amerikanischer Diplomat und Geheimdienstler, der die Handlung zum melancholisch-versöhnlichen Abschluss bringt.
Der Titel des Films leitet sich von der ersten italienischen Phrase ab, die Wendell von Pamela lernt: Es ist die Antwort auf die Frage Permesso? (‚Darf ich (eintreten?‘)): Avanti! (‚(Nur) herein!‘). Das zweite Avanti im deutschen Filmtitel wurde vom deutschen Verleih hinzugefügt. Dadurch wird der Sinn verändert zu: ‚Vorwärts, mach schon‘. Im übertragenen Sinn bedeutet Avanti ‚Nur zu!‘, ‚Mach nur!‘, wörtlich ‚vorwärts‘.
Im Gegensatz zu anderen Filmen Wilders wie etwa Eins, Zwei, Drei werden die vielfältig vorhandenen Anspielungen und Gags in einem eher sachten Tempo angebracht. Eine Kernszene zu Wilders Bekenntnis zur Liebe in dem Film ist die Identifizierung der Toten in der Leichenhalle. Der italienische Leichenbeschauer arbeitet die vorzulegenden Dokumente ab. Der Pamela und Wendell dabei abgenommene Schwur kann als Jawort in einer Trauzeremonie interpretiert werden. Im weiteren Verlauf der Szene bilden die beiden Kinder der verstorbenen Verliebten deren Verhalten immer weiter nach, wobei das Hotelpersonal vom Gepäckträger bis zum Barmann den beiden mit Einzelheiten zur Verfügung steht.
Billy Wilder versuchte den Misserfolg des Films in den Staaten zu deuten: „Eine wirklich mutige und dramatische Enthüllung wäre es gewesen, wenn der Sohn herausgefunden hätte, sein verunglückter Vater sei nach Italien gereist, nicht weil er dort eine Freundin hatte, sondern weil er schwul war und nackt mit dem Hotelpagen im Auto gefunden wurde. Das wäre dann ein wirklich mutiger Film geworden. So ist der Film einfach zu bieder, zu brav, zu mild....Damit fällt keinem die Popcorntüte aus der Hand.“ Andererseits zählt er Avanti, Avanti! der in Europa durchaus erfolgreich anlief, zu den Filmen, die er selbst wirklich mochte.

## Deutsche Synchronfassung
Die deutsche Synchronfassung wurde 1973 erstellt. Der Film kam am 20. Dezember 1973 in die westdeutschen Kinos und wurde am 31. August 1980 erstmals in der ARD ausgestrahlt.
| Rolle                      | Darsteller           | Synchronsprecher        |
| -------------------------- | -------------------- | ----------------------- |
| Wendell Armbruster         | Jack Lemmon          | Georg Thomalla          |
| Pamela Piggott             | Juliet Mills         | Monika Peitsch          |
| Carlo Carlucci             | Clive Revill         | Harry Wüstenhagen       |
| J. J. Blodgett             | Edward Andrews       | Siegfried Schürenberg   |
| Arnoldo Trotta             | Franco Angrisano     | Martin Hirthe           |
| Armando Trotta, sein Sohn  | Franco Acampora      | Joachim Kemmer          |
| Concierge                  | Antonio Di Bruno     | Erich Fiedler           |
| Dr. Fleischmann, Passagier | Harry Ray            | Friedrich W. Bauschulte |
| Stewardess                 | Maria Rosa Sclauzero | Ursula Herwig           |
| Zollbeamter                | Raffaele Mottola     | Jochen Schröder         |

## Kritiken
Nach seinem Erscheinen im Dezember 1972 fielen in den USA die Kritiken für Avanti! eher gemischt aus. So war Roger Ebert in der Chicago Sun-Times am 1. Januar 1972 nur mit Einschränkungen überzeugt: „‚Avanti! Avanti!‘ ist kein Film, in dem jede Minute ein Lacher folgt, und er ist auch etwa eine halbe Stunde zu lang. Er leidet auch unter dem Problem, dass das Publikum alles schon einige Minuten vor Jack Lemmon durchschaut hat. Dennoch hat der Film einen gewissen Charme, der zum einen Teil aus den bezaubernden Drehorten herrührt, zum anderen gibt es diese fröhliche Leichtigkeit, die einer Zusammenarbeit von Lemmon und Wilder meistens innewohnt …“
Im europäischen Raum überwiegen hingegen eindeutig die positiven Rezensionen. Der Filmdienst notiert: „Intelligent konstruierte, kultiviert gespielte Komödie der Menschlichkeit. Ein bemerkenswertes Bekenntnis zu Liebe und gegenseitigem Verstehen.“ Prisma Online war ebenfalls angetan: „Sympathischer Filmspaß von Billy Wilder, der in Jack Lemmon den idealen Interpreten für seine Amerika-Satiren und einen perfekten Komödianten für seine neurotischen Helden gefunden hat. So auch in diesem Komödienklassiker mit Seitenhieben auf amerikanische und italienische Lebensweisen.“
Jonathan Rosenbaum bezeichnete den Film als „unterschätzteste aller Komödien von Billy Wilder und wahrscheinlich die eine, die der süßen Meisterschaft und dem beschwingten Anmut seines Mentors Ernst Lubitsch am nächsten kommt.“ Die sich entwickelnde Beziehung zwischen den von Mills und Lemmon gespielten Hauptfiguren sei „sukzessiv und gemütlich gestaltet“.

## Auszeichnungen
Für seine Darstellung des Wendell Armbruster erhielt Jack Lemmon 1973 den Golden Globe in der Kategorie Bester Hauptdarsteller – Komödie oder Musical. Daneben erhielt der Film fünf weitere Nominierungen für den Golden Globe: allgemein für den Besten Film – Komödie oder Musical, Billy Wilder für die Beste Regie, Billy Wilder und I.A.L. Diamond für das Beste Filmdrehbuch, Juliet Mills als Beste Hauptdarstellerin – Komödie oder Musical und Clive Revill als Bester Nebendarsteller. Bei der Oscarverleihung wurde Avanti, Avanti! hingegen überhaupt nicht berücksichtigt.